# 安田弘之
安田 弘之（やすだ ひろゆき、1967年3月2日- ）は、日本の漫画家。男性。新潟県西蒲原郡巻町（現・新潟市西蒲区）出身。血液型はB型。
代表作に、1998年よりテレビドラマ化された『ショムニ』などがある。

## 来歴・人物
新潟大学教育学部美術教員養成科卒業。
1991年、『月刊アフタヌーン』にて四季賞佳作を『MOZOO』で受賞しデビュー。1995年、第27回講談社ちばてつや賞で『ショムニ』が準大賞。写実とはかけ離れたイラスト的な、言い換えればいかにも漫画的な描線が魅力。作画の際には、資料を横において描くわけではなく、一度資料を頭に入れた上で、自分の中のイメージを描く手法を用いると言うエピソードもある。

## 作品リスト

### 漫画
- ショムニ（『モーニング』連載、講談社）（講談社版は全7巻、メディアファクトリー（文庫）版は全3巻）
  - 1998年4月テレビドラマ化、10月映画化。
- 鉄魂道!（『モーニング』連載、講談社）（全2巻）
- ちひろ（『モーニングマグナム増刊』他 連載、講談社）（講談社版は全1巻、秋田書店版は上下巻）
  - ちひろさん （『Eleganceイブ』2013年7月号 - 2018年9月号連載[3]、秋田書店）（既刊9巻）2023年実写映画化。
- 紺野さんと遊ぼう（『マンガ・エロティクス・エフ』連載、太田出版）（全3巻）
  - 2008年3月テレビドラマ化。
- 安田弘之短編集 冴木さんってば…（全1巻）
  - 守って!愛しの玉子様（『スピリッツ増刊IKKI』掲載）
  - 久三さんどっこいしょ（『ミスターマガジン』連載）
  - 冴木さんってば…（雑誌未掲載）
  - Fighter日記（『ビッグコミックスペリオール増刊 FIGHTING BOOK』掲載）
  - おっちゃん（『近代麻雀オリジナル』掲載）
  - 20歳に聞きました。（『マンガ・エロティクス・エフ』掲載）
  - 女図鑑（雑誌未掲載（一部は『変奴リックス』掲載））
- 先生がいっぱい（『ビッグコミックスペリオール』連載、小学館）（全3巻）
- ラビパパ（『マンガ・エロティクス・エフ』連載、太田出版）（全2巻）
  - 2007年オリジナルビデオ化。DVD全2巻。
  - 「先生がいっぱい」のラビ先生と、「紺野さんと遊ぼう」の紺野さんが夫婦になったお話。
- うたうめ （『月刊まんがくらぶ』連載、竹書房）（既刊1巻）
- 気がつけばいつも病み上がり―本当にあった安田の話（秋田書店）（全1巻）通院エッセイ。
- 寿司ガール（『月刊コミック@バンチ』連載、新潮社）（全3巻）

### イラスト
- サイダーの好きな猫（島田佳奈著、全力書店連載）
- ど人生（毎日放送）
  - 「選べない女」（2008年1月19日放送）[4]
  - 「だます女」(2008年11月8日放送）[5]